# Percy Ludgate

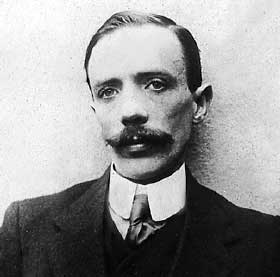
Percy Ludgate

Percy Edwin Ludgate (* 2. August 1883; † 16. Oktober 1922) war ein irischer Konstrukteur einer Rechenmaschine. Hauptberuflich war er Buchhalter in Dublin.
Über sein Leben ist wenig bekannt, er arbeitete aber allein und nebenberuflich an seinem Computerentwurf. Im Ersten Weltkrieg engagierte er sich für die Organisation von Tierfutter in Irland.
Ludgate entwickelte um 1908 in Dublin eine mechanische Rechenmaschine, zunächst ohne von seinem Vorgänger Charles Babbage zu wissen (1914 schrieb er allerdings über Babbage einen Artikel). Sie basierte auf einem Multiplikationsalgorithmus (von C. V. Boys irische Multiplikation genannt) und nicht wie bei Babbage auf Addition. Der genaue Mechanismus ist nicht bekannt und es ist auch keine Zeichnung oder Maschine erhalten. Nach Brian Randell (der um 1970 den Beitrag Ludgate´s zur Computergeschichte der Vergessenheit entriss) existierte sie nur auf dem Papier, zeigte aber ein hohes Maß an Originalität und Erfindungsgabe.
Nach Randell handelt es sich um einen programmierbaren mechanischen Computer, der alle vier Rechenarten ausführte und bis 192 Zahlen zu je zwanzig Dezimalstellen speicherte, mit Hilfe von Boxen mit Stiften, angeordnet auf rotierenden Zylinderscheiben. Sie war über Lochstreifen programmierbar und sehr kompakt, viel kleiner als die Maschine von Babbage.
Er starb 1922 an Lungenentzündung mit nur 39 Jahren. Kein Nachlass oder Aufzeichnungen über seine Rechenmaschine sind bekannt.

## Schriften
- On a proposed analytical machine, Scientific Proceedings of the Royal Dublin Society, Band 12, 1909, S. 77–91
- Kapitel Automatic calculating engines in Ellice Martin Horsburgh (Herausgeber) Napier tercentenary celebration: Handbook of the exhibition of Napier relics and of books, instruments, and devices for facilitating calculation, Royal Society of Edinburgh 1914, S. 124–127 (behandelt Babbages Computer)